# Comportamientos de ciudadanía organizativa
Comportamiento de Ciudadanía Organizacional (CCO) es un comportamiento individual que es discrecional y no está directa o explícitamente reconocido por el sistema de recompensa formal, el cual, en conjunto, promueve el funcionamiento eficiente y efectivo de la organización (Organ, 1988, 2006).

## Orígenes
El concepto de ciudadanía organizativa no es actual, sino que ha ido evolucionando a lo largo de los años. Sus inicios se remontan a 1983, cuando Bateman y Organ aludían al concepto de ciudadanía organizativa para referirse al comportamiento o actitudes que podían desarrollar las personas en su puesto de trabajo.
A través de la revisión del “síndrome del ciudadano activo” y de la teoría política, son tres las dimensiones que se observaron en un ciudadano cívico: obediencia, llealtad y participación. Sin embargo, estas dimensiones, en su aplicación al estudio de los comportamientos en la empresa pasaron a ser las siguientes:
Obediencia organizativa: entendida como el cumplimiento de determinados aspectos, como la puntualidad o la excelencia, así como acatar las reglas, procedimientos y regulaciones de la organización, por ejemplo, mantener el área de trabajo despejada.
Lealtad organizativa: referida a aquellos comportamientos relacionados con la protección y defensa de la compañía. Esta dimensión hace hincapié en dos tipos de actitudes: aquellas ligadas a los comportamientos que se espera que haga el empleado, y las referidas a los comportamientos extra, no esperados pero que promueven la efectividad.
Participación organizativa: vinculada al hecho de que, tal y como los individuos se sienten parte de una ciudad, los miembros de una organización también deben sentirse parte de su organización, como un todo. Es decir, dentro de esta dimensión se observan comportamientos como ayudar a los compañeros a resolver problemas dentro del ámbito laboral o promover un buen clima de trabajo.

## Evolución
Desde sus orígenes, con Organ D. (1988) aludiendo a Van Dyne et al (1995), definen el comportamiento de Ciudadanía Organizacional como las actitudes que revelan o provienen de un estado general de la moral en el lugar de trabajo, así como las disposiciones relacionadas con la conciencia y cualquier tipo de actitud que logre generar confianza relacionada con un nivel característico de moral en el lugar de trabajo.
Posteriormente lo definen nuevamente como todo comportamiento discrecional, que excede las expectativas formalmente demandadas para el desempeño de un determinado rol y que resulta beneficioso para las organizaciones.
Ares y Gómez en 2008 definen las conductas de ciudadanía organizacional a las “acciones que van más allá de las exigencias del puesto de trabajo (además del rol), que los colaboradores ponen en funcionamiento de manera voluntaria y que son beneficiosas para la organización”. Este tipo de conductas son críticas para la eficacia de las organizaciones, que estas son incapaces de pronosticar y crear en descripciones de puestos la totalidad de conductas que se solicitan para alcanzar los objetivos. Este tipo de conductas gana mayor relevancia en los ambientes dudosos y dinámicos en que se mueven las organizaciones hoy en día.
En la actualidad, desde el punto de vista universitario o desde el enfoque empresarial de los grupos de interés, no tienen programas que promuevan la formación de ciudadanía organizacional para sus trabajadores con lo cual se tiene un futuro incierto acerca del beneficio de niveles de conciencia ciudadana para promover la participación en el desarrollo humano.

## Dimensiones
El CCO, desde su concepción, ha sido considerado como multidimensional. Se han identificado diferentes formas de comportamiento de ciudadanía, sin embargo, Podsakoff et al. (2000), en su revisión de la literatura, plantean un modelo de siete dimensiones: comportamiento de ayuda a los demás, espíritu deportivo, lealtad organizativa, cumplimiento organizativo, iniciativa individual, actitud cívica y desarrollo personal.
Ayudar a los demás: 
Es una forma importante de comportamiento de ciudadanía. Conceptualmente, consiste en ayudar voluntariamente a los compañeros de trabajo con la resolución de problemas y en adoptar medidas para prevenirlos. Está relacionado con el altruismo en la empresa, Organ (1988) lo define como comportamientos discrecionales de ayuda o apoyo a otras miembros de la organización en sus tareas.
Espíritu deportivo:
Organ (1990) lo define como "la voluntad de tolerar sin quejas los inevitables inconvenientes e imposiciones del trabajo". Esta definición también contiene aquellos aspectos del comportamiento del individuo que contemplan una actitud positiva cuando las cosas no van bien, sin ofenderse cuando los demás no siguen sus sugerencias.
Lealtad organizativa:
Consiste en promocionar a la organización de cara al exterior, proteger y defender sus intereses contra amenazas externas y estar comprometido con ella ante situaciones adversas (Podsakoff, Mackenzie, Beth Paine y Bachrach, 2000). Es la voluntad de proteger a la organización, apoyando y defendiendo la construcción de los objetivos organizacionales (Boorman y Motowidlo, 1997).
Cumplimiento organizativo:
Esta dimensión captura la internalización y la aceptación de las normas, reglamentos y procedimientos de la organización, lo que se traduce en un escrupuloso respeto a ellos, incluso cuando nadie observa o vigila su cumplimiento.
Este comportamiento es considerado como una forma de comportamiento de ciudadanía porque, a pesar de que se espera que todos cumplan las reglas de la empresa, muchas veces no se cumplen. Por lo tanto, un empleado que cumple todas las reglas, es considerado como un "buen ciudadano" (Podsakoff, Mackenzie, Paine y Bachrach, 2000).
Iniciativa individual:
Es considerada como un comportamiento extra-rol si se da de forma voluntaria en el ámbito de los comportamientos ligados al puesto de trabajo, y de un modo que se supere lo que está definido a éste, es decir, que va más allá de lo exigido o requerido. Incluye actos de creatividad e innovación dirigidos a mejorar el trabajo propio o el de la organización en conjunto, asumiendo más responsabilidades de las que tocan “extra”, y alentando a los demás a hacer lo mismo.
Actitud cívica:
El civismo deriva de la discusión de Graham (1991) sobre el reconocer que el empleado forma parte de la empresa y aceptar las responsabilidades que ello implica. Por ejemplo, asistir a las reuniones de la empresa, expresar la opinión sobre la estrategia de la empresa, evaluar los cambios que se producen en el entorno que pueden afectar a la organización, etc. Estos comportamientos reflejan un interés o compromiso hacia la organización como un todo, de la misma forma que los ciudadanos son miembros de un país y aceptan las responsabilidades que ello conlleva (Graham, 1991 en Podsakoff, Mackenzie, Paine y Bachrach, 2000).
Desarrollo personal:
Esta forma de comportamiento ciudadano incluye comportamientos voluntarios de los empleados para mejorar sus conocimientos, habilidades y capacidades (George and Brief, 1992 en Podsakoff, Mackenzie, Paine y Bachrach, 2000). Por ejemplo, asistir voluntariamente a cursos formativos, mantenerse al corriente de los últimos avances en el área o aprender nuevas habilidades para contribuir al desarrollo de la empresa.

## Consecuencias
Los comportamientos de ciudadanía organizativa pueden convertirse en aspectos positivos o negativos para la organización. 
Cuando los CCO contribuyen a mejorar los resultados de la compañía hablamos de beneficios como:
- Aumentar la confianza con el supervisor, al tener una relación más estrecha con este.
- Implementar una estrategia que favorezca la ejecución de comportamientos deseados por parte de los empleados. Si la compañía consigue crear una atmósfera organizacional centrada en actividades ciudadanas donde los trabajadores aumenten sus percepciones de tratamiento justo entre sus subordinados, puede asegurarse conseguir una ventaja competitiva frente al resto de empresas.[16]
- Las CCO promueven el trabajo en equipo. Trabajar en equipos sirve para implicar a las personas en las actividades y cooperar con los otros miembros del equipo para alcanzar conjuntamente los objetivos propuestos.[17]
- Las empresas que implementan actividades de CCO son más propensas a captar a los mejores empleados, haciendo de la organización un lugar atractivo donde trabajar y donde los empleados se esfuerzan para ayudar al éxito de la organización.[18]
- La conducta de ciudadanía organizacional promueve la empatía entre los empleados, es decir, existe una ayuda mutua entre los trabajadores que conlleva a mejorar la productividad entre ellos.
- Mejora la satisfacción laboral, ya que, los empleados evalúan de forma positiva el ambiente en su trabajo.
- Influye sobre la productividad y la eficiencia de la organización. Según Organ et al.(2006), existe una evidencia que enlaza las actividades de la CCO con el mejor rendimiento tanto individual como organizacional en el trabajo, con las ventas, con la satisfacción del cliente y con la rentabilidad.[6]
- La empresa puede adaptarse mejor al entorno, debido a que los empleados pueden informar a la empresa acerca de los factores externos relevantes que pueden afectar a esta.[19]

Sin embargo, los CCO pueden llegar a ser inconvenientes para la organización si no ayudan a mejorar el rendimiento de la empresa:
- Las evaluaciones de los CCO por parte de los supervisores pueden ser sesgadas (enlace roto disponible en Internet Archive; véase el historial, la primera versión y la última)., debido a información recibida de otros supervisores, subordinados o clientes.
- Los empleados pueden estar influenciados por la presión de sus compañeros a la hora de expresar sus opiniones de forma abierta y franca. Como sugirieron Bowen y Blackmon (2003), los empleados se mostrarán más propensos a hablar cuando crean que su opinión es apoyada por los demás.[20]
- Los CCO puede conducir a una serie de costes personales y costes profesionales. En algunos casos, los empleados perciben que el CCO no es voluntario y se sienten forzados a realizar una serie de actividades. También los empleados pueden participar en los CCO por miedo a perder su trabajo o para demostrar que son empleados excepcionales en la empresa. Así como pueden centrarse demasiado en las actividades de ciudadanía organizativa, disminuyendo de esta forma el rendimiento de sus verdaderas tareas.
- Las actividades de ciudadanía organizativa pueden incrementar el estrés, la sobrecarga de los empleados,  los conflictos entre el trabajo y la familia, así como no saber cuál es su rol en cada momento.[21]